# 秋果酒店
秋果酒店是中華人民共和國一家酒店品牌，隸屬於大地阳光集团。創始人為劉偉。品牌項目於2014年開啟，首家秋果酒店門店於2016年11月在北京五棵松开业。

## 外部連結
- 官方网站